# Giuseppe Negroni
Giuseppe Negroni (Medicina, 2 ottobre 1930 – Budrio, 3 maggio 1994) è stato un cantante italiano di musica leggera attivo negli anni '50.

## Biografia
Scoperto dal maestro Mario Bertolazzi, ha fatto parte dell'organico dell'"Milleluci" della RAI diretta dal Maestro William Galassini, entrando in seguito nell'orchesyta del maestro Cinico Angelini.
Ha inciso dischi con le case discografiche Cetra e Titanus.
Ha partecipato a numerosi festival, tra cui il Festival di Grado e il Festival di Milano.
Nel 1961 partecipa al Giugno della Canzone Napoletana, cantando la canzone E' napulitana, con Mario Trevi.
Fra i suoi successi: Il mondo siamo noi (Dino Olivieri - Gian Carlo Testoni),  in duo con Gianna Quinti; Giuro d'amarti così (Mascheroni-Panzeri) in duo con Fiorella Bini; Cocoleta, scritta da Lelio Luttazzi.
Si è anche dedicato al jazz, collaborando con il clarinettista Henghel Gualdi.

## Discografia parziale

### Singoli
- 1955: È presto/Il mondo siamo noi (Cetra, DC 6303; solo sul lato B, insieme a Gianna Quinti)
- 1956: I tuoi baci/Desideravo (Cetra; entrambi i brani con Gianna Quinti)
- 1957: Signora gioventù/E' sempe 'a stessa (Cetra)
- 1957: Dolce ninna nanna/Sole sorgi presto (Cetra)
- 1958: Esperame en el ciel/El relo (Cetra)
- 1958: Carnevale magico/Il circo Salambò (Cetra)
- 1958: Isola del sole/Basta un refrain (Cetra; sul lato A con il Poker di voci; sul lato B con Tina De Mola)
- 1958: Notte marinara/La fiammella (Cetra; SP 267; sul lato A con Poker di Voci; sul lato B con Fiorella Bini)
- 1958: Isola del sole/Von der liebe (Cetra; SP 269; sul lato B Poker di Voci)
- 1958: Esperame en el ciel/El reloj (Cetra; SP 278)
- 1958: Voce di fiume/La ragazza in vetrina (Cetra; SP 322; sul lato B Wanda Romanelli)
- 1959: Cocoleta/Ti xe ti (Cetra)
- 1959 Arrivederci/Meravigliose labbra (Cetra; SP 607)
- 1961: E' napulitana/'o suonno tene vint'anne (Titanus, Tld 5017)
- 1961: Infinitamente/Con te...per la città (Titanus, Tld 5025)